# Сид (опера)
Сид (фр. Le Cid) – опера в четырёх актах французского композитора Жюля Массне. Французское либретто Луи Галле, Альфреда Эдуара Бло и Адольфа д’Эннери основано на одноимённой трагикомедии французского драматурга XVII века Пьера Корнеля.
Премьера состоялась 30 ноября 1885 года в Париже в театре Парижской оперы (Гранд-Опера). После блистательной премьеры со звёздным составом опера постепенно выпала из репертуара. Популярностью пользуется балетная сюита (включая знаменитый арагонский танец), а также отдельные арии и дуэты.

## Действующие лица
| Дон Родриго (Сид)                         | тенор   |
| Химена                                    | сопрано |
| Дон Диего                                 | баритон |
| Король                                    | бас     |
| Граф Гормас                               | бас     |
| Инфанта                                   | сопрано |
| Святой Иаков                              | баритон |
| Посол мавров                              | бас     |
| Дон Арайя                                 | тенор   |
| Дон Алонсо                                | бас     |
| Рыцари, дамы, воины, монахи, мавры, народ |         |

## Либретто

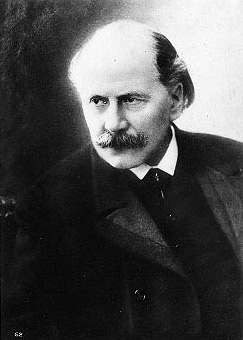
Жюль Массне

### Акт первый
Картина первая. Бургос. Зал во дворце графа Гормаса
Собравшееся общество обсуждает победу одержанную военачальником Родриго над маврами. Граф Гормас, дон Арайя и дон Алонсо превозносят Родриго. Инфанта, дочь короля, и Химена, дочь графа Гормаса, обе влюблены в Родриго и между ними возникает спор, в котором выясняется, что инфанте не на что надеяться, поскольку она может стать женой только рыцаря королевской крови.
Картина вторая. Бургос. Галерея, выходящая на Соборную площадь
Король при народе объявляет о победе над маврами и чествует победителя – Родриго. Родриго посвящён в рыцари, а его отец Дон Диего получит пост губернатора Бургоса. Находящиеся здесь же инфанта и Химена продолжают восхищаться Родриго. Но Родриго отвечает взаимностью только Химене. В то же время у графа Гормаса известие о назначении Дона Диего губернатором вызывает недовольство – он сам рассчитывал на эту должность. Король, Родриго и дамы уходят. Граф Гормас со своими людьми окружает Дона Диего и оскорбляет его. Диего слишком стар, чтобы вызвать графа на поединок. Он зовет сына. Когда прибегает Родриго, Дон Диего связывает его клятвой покарать обидчика, но имени его не называет. Родриго даёт клятву. Тогда отец называет графа. Родриго в ужасе – ведь граф отец его возлюбленной Химены.

### Акт второй
Картина первая. Улица Бургоса
Родриго в тяжёлом положении – он должен защитить честь семьи, но убив отца возлюбленной, он станет её смертельным врагом. Приходит граф. Они объясняются и приступают к поединку. Родриго убивает графа. На улицу выбегают родственники. Дон Диего счастлив – фамильная честь восстановлена. Химена рыдает – она потеряла и отца, и жениха.
Картина вторая. Площадь в Бургосе
В присутствии короля и инфанты происходит народный праздник. Исполняются семь танцев. В разгар праздника появляется Химена. Она требует, чтобы король наказал Родриго – убийцу её отца. Появляется Дон Диего и Родриго. Они объясняют, что Родриго вступился за честь отца. Инфанта также выступает в поддержку Родриго. В это время посол мавров сообщает, что мавры начинают новую кампанию против христиан. Чтобы разрядить обстановку, король назначает Родриго командующим христианскими силами, а разбирательство дела о смерти графа предлагает отложить на потом. Все вынуждены согласиться.

### Акт третий
Картина первая. Комната Химены
Химена плачет. Она разрывается между чувством мести за смерть отца и любовью к Родриго. Приходит Родриго. Он пытается объясниться, говорит, что хочет попрощаться перед смертельно опасным походом на мавров. Химена сначала отталкивает его, но затем, будучи не в силах бороться со своим чувством, благословляет и желает победы.
Картина вторая. Военный лагерь Родриго
Идет подготовка к сражению. Родриго отдает последние указания. Начинается битва. Военачальники приносят неутешительные сведения. Христианские войска терпят поражение.
Картина третья. Палатка Родриго
Родриго начинает молиться. Явившийся Святой Иаков благословляет Родриго и дарует ему победу.
Картина четвёртая. Военный лагерь Родриго
Битва продолжается, но ход её изменился. К Родриго прибегают радостные военачальники солдаты – мавры разгромлены, христиане победили.

### Акт четвертый
Картина первая. Гранада. Зал в королевском дворце
Дон Диего получил известие о том, что христианская армия разбита и его сын погиб. Услышав известие о гибели Родриго, Химена приходит в отчаяние. За реакцией Химены наблюдают король и инфанта.
Картина вторая. Большой зал в королевском дворце
Первое известие о поражении оказалось ложным. Родриго победил и привёз много трофеев и пленных мавров. Мавры и мавританки танцуют. Король приветствует Родриго. Затем он обращается к Химене, требует ли она ещё наказания для Родриго. Повинуясь требованиям семейной чести, Химена подтверждает своё требование. Тогда король просит её саму произнести смертный приговор Родриго. Химена молчит. Родриго достает кинжал и приставляет к своей груди. Если Химена не простит его и не согласится стать его женой, он покончит самоубийством. Химена соглашается и прощает Родриго. Король, инфанта, Дон Диего и все присутствующие радуются благополучному завершению этой истории.

## Дискография
- Массне. Сид. П.Доминго, Г.Бамбри, П.Плишка. Дирижёр Ив Квелер. CBS 1976
- Массне. Сид. П.Доминго, М.Зампьери, С.Газарян, Р.Варгас, Дж.Таддеи, П.Гаванелли, С.Копчак, И.Урбаш. Дирижёр Луис Антонио Гарсиа Наварро. Вена Konzerthaus 26.4.1987